# Charles Thomson Rees Wilson
Charles Thomson Rees Wilson CH FRS (Midlothian, 14 de fevereiro de 1869 — Edimburgo, 15 de novembro de 1959) foi um físico escocês.

## Vida e obra
Wilson nasceu na paróquia de Glencorse, Midlothian filho dos agricultor John Wilson e Annie Clerk Harper. Depois que seu pai morreu em 1873, sua família mudou-se para Manchester. Ele foi educado na Faculdade de Owen, estudando a biologia com a intenção de se tornar um médico. Ele então foi para Sidney Sussex College, Cambridge, onde ele ficou interessado em física e química.
Recebeu em 1927 o Nobel de Física, pelo seu método de tornar visível as trajetórias de partículas através da condensação do vapor de água (câmara de Wilson).
A importância da câmara atravessou fronteiras. Esta contribuiu para a demonstração da existência do electrão de retrocesso de Compton, a descoberta do positrão de Anderson, a demonstração virtual do processo "criação de pares" e "desintegração" dos electrões e dos positrões de Blackett e Occhialini e a transmutação dis núcleos atômicos de Cockcroft e Walton.